# Helleniści
Helleniści – wywodzący się z diaspory odłam Żydów, których językiem codziennym była greka. Grupa ta osiedliła się w Jerozolimie, a o jej działalności informują Dzieje Apostolskie. Na czele wspólnoty stało gremium siedmiu mężczyzn, z których najważniejszy był święty Szczepan. Z szeregów hellenistów wywiodła się grupa chrześcijan.
Grupa, podchwytując stanowisko Jezusa z Nazaretu, potępiła instytucje Świątyni i Prawa, w efekcie czego została wygnana z Jerozolimy. Po tym fakcie helleniści rozpoczęli działalność misyjną w Samarii, Palestynie i Syrii.